# Code civil roumain
Le Code civil roumain est la plus importante loi roumaine régissant le droit civil en Roumanie. 
Il est principalement inspiré du Code civil du Québec. Cette influence québécoise s'explique par un accord de collaboration signé en 1998 entre l'État roumain et l'Agence canadienne de développement international. 